# Ghiviborgo VDS
Il G.S.D. Ghiviborgo VDS, meglio noto come Ghiviborgo, è una società calcistica italiana di Borgo a Mozzano e Ghivizzano, frazione di Coreglia Antelminelli. Milita in Serie D, la quarta divisione del campionato italiano.
Nato come G.S.D. Ghivizzano Borgoamozzano nel 2012 dalla fusione tra G.S.D. Borgo a Mozzano e A.S.D. U.S. Ghivizzano è noto come G.S.D. Ghiviborgo VDS dal 2021. 
Vanta come miglior risultato della propria storia una decina di partecipazioni alla Serie D.

## Storia
La società venne fondata nel 2012 quando avvenne la fusione tra il Ghivizzano e il Borgo a Mozzano, società storiche della valle del Serchio, che danno vita al Ghiviborgo VDS.
Al termine del torneo di Eccellenza Toscana 2014-2015 arriva al secondo posto, accedendo ai play-off nazionali dove viene sconfitta in finale dal Ravenna, ottenendo in seguito il ripescaggio e di conseguenza per la prima volta nella sua storia partecipa alla Serie D.

## Colori e simboli

### Colori
I colori sociali del Ghiviborgo sono il bianco e il rosso, che unificato le tinte adottate dalle due squadre progenitrici, ovvero il biancoazzurro del Borgo a Mozzano e il biancorosso del Ghivizzano. Tradizionalmente la prima maglia adotta queste colorazioni. 

### Simboli ufficiali

#### Stemma
Lo stemma della squadra è uno scudo a strisce bianche e blu nella parte superiore, dove è presente il ponte della Maddalena, già presente sullo stemma del Borgo a Mozzano, mentre nella parte inferiore sono presenti strisce bianche e rosse con un'aquila, simbolo identificativo del Ghivizzano.

## Strutture

### Stadio
Inizia la sua prima stagione in Serie D giocando le proprie gare interne allo stadio Porta Elisa di Lucca, per poi passare dal 17 febbraio 2016 fino al 30 giugno 2018 allo stadio Giovanni Bui di San Giuliano Terme.
Dal 2018 fino al 2022 gioca allo stadio delle Terme di Bagni di Lucca.
Dal 2022 gioca allo stadio Carraia di Ghivizzano.
La capienza dell'impianto è di 1 000 posti, formata da una sola tribuna interamente coperta sul lato est e condivisa sia dai tifosi locali e dai tifosi ospiti.

## Società

### Organigramma societario
- Alessandro Remaschi - Presidente
- Giovanni Malloggi - Vice presidente
- Marco Remaschi - General manager football
- Marco Scaltritti - Addetto stampa

## Allenatori e presidenti
| Allenatori 2012-2013 Massimiliano Pisciotta 2013-2014 Daniele Giraldi Maurizio Cerasa 2014-2016 Pacifico Fanani 2016-2017 Simone Marmorini Christian Amoroso Carlo Pascucci 2017-2018 Simone Venturi 2018-2019 Guido Pagliuca Paolo Paoli 2019-2020 Pacifico Fanani Rino Lavezzini 2020-2021 Rino Lavezzini Simone Venturi 2021-2022 Alessio Bifini Walter Vangioni 2022-2023 Massimo Maccarone 2023-2024 Nico Lelli 2024- Tommaso Bellazzini | Presidenti - 2012-2016 Sandro Pieri - 2016-2020 Fabrizio Nieri - 2021- Alesandro Remaschi |

## Statistiche e record

### Partecipazione ai campionati
| Livello | Categoria | Partecipazioni | Debutto   | Ultima stagione | Totale |
| ------- | --------- | -------------- | --------- | --------------- | ------ |
| 4º      | Serie D   | 11             | 2015-2016 | 2025-2026       | 11     |

### Partecipazione alle coppe
| Competizione         | Partecipazioni | Debutto   | Ultima stagione | Totale |
| -------------------- | -------------- | --------- | --------------- | ------ |
| Coppa Italia Serie D | 10             | 2015-2016 | 2025-2026       | 10     |